# سيليمبيرجو
سيليمبيرجو، (بالإنجليزية: Spilimbergo)‏، (الألمانية:Spengenberg)، هي مدينة يبلغ عدد سكانها 11,635 نسمة، وتقع شمال شرق مدينة البندقية، في مقاطعة بوردينوني، في فريولي فينيتسيا جوليا، شمال إيطاليا. تتميز المدينة بأنها موطن مدرسة الفسيفساء في فريولي، (Scuola Mosaicisti del Friuli)، التي تأسست عام 1922 وتضم طلابًا من جميع أنحاء العالم.

## السكان
في سنة 1871 بلغ عدد السكان 5٬406 نسمة، وتطور العدد ليصل في سنة 2011 لـ 11٬902 نسمة.
يظهر هذا المخطط البياني تطور النمو السكاني لـ سيليمبيرجو